# Nikeforos II.
Nikeforos II. Fokas (912 v Kappadokii – 10./11. prosince 969 v Konstantinopoli) byl byzantským císařem v letech 963 až 969. Během své šestileté vlády si Fokas odcizil většinu svých někdejších stoupenců a na příkaz své ženy a jejího milence, pozdějšího císaře Jana I. Tzimiska, byl zavražděn. O jeho osudu věrně vypovídá nápis vyrytý na jeho hrobě: „Dobyl vše kromě ženy.“

## Kariéra před nástupem na trůn
Nikeforos Fokas patřil k mocné kappadocké rodině Foků, která byzantské říši dodala mnoho významných vojevůdců, včetně Nikeforova otce (Bardas Fokas), strýce (Leon Fokas) a děda (Nikeforos Fokas starší), kteří všichni sloužili jako velitelé vojska (domestikos ton scholon). Nikeforos se narodil v roce 912. Již v mladém věku vstoupil do armády a za císaře Konstantina VII. se stal velitelem na východní frontě. Ve válce proti Abbásovcům nejprve utrpěl těžkou porážku v roce 956, již v následujícím roce však dosáhl v Sýrii vítězství. Po nástupu Romana II. na trůn v roce 959, byl Nikeforos a jeho mladší bratr Leon pověřeni velením západní resp. východní armády.
V roce 960 bylo Nikeforovi, na přímluvu vlivného ministra Iosefa Bringase, svěřeno velení vojenského tažení na Krétu. Po devítiměsíčním obléhání a závěrečné zteči Candie, se Nikeforovi podařilo v roce 961 vyrvat z moci Arabů celý ostrov, za což byl poctěn triumfálním průvodem v Konstantinopoli. Ihned poté se v čele velkého a skvěle vybaveného vojska vrátil na východ. V kampaních let 962 a 963 dobyl díky své brilantní strategii města v Kilíkii a postoupil až do Sýrie, kde ve spojení se svým synovcem Janem Tzimiskem obsadil Aleppo. Nicméně dobytí tohoto města nebylo trvalé. Během těchto tažení získal od svých vojáků přízvisko „Bílá smrt Saracénů“.

## Vláda

### Nástup na trůn
15. března 963 císař Romanos II. ve věku dvaceti šesti let neočekávaně zemřel. Příčina jeho smrti je nejasná. Jak dobové prameny tak i pozdější historikové se domnívají, že mladý císař vyčerpal své zdraví zhýralým sexuálním životem a nadměrným holdováním alkoholu. Zároveň ale existuje stejně silné podezření, že ho otrávila jeho žena, císařovna Theofano. Theofano měla pověst inteligentní a ambiciózní ženy. Později se začala projevovat také její bezohlednost při dosahování osobních cílů. Ještě předtím než Roman zemřel, nechal za své spolucísaře korunovat své dva syny, Basileia II. a Konstantina VIII. Starší Basileios byl však teprve pětiletý chlapec a Konstantin byl ještě o dva roky mladší a neměli proto nejmenší předpoklady k ujmutí se povinností vyplývajících z jejich titulů. Theofano byla proto jmenována jejich regentkou.
Avšak vládu třímal pevně ve svých rukou eunuch a Romanův parakoimomenos (císařský komoří), Iosef Bringas. Podle tehdejších pramenů neměl Bringas v úmyslu vzdát se moci ve prospěch císařovny. Současně se také pokoušel omezit značnou moc Nikefora Foky. Vítězný vojevůdce byl skutečným lídrem byzantské armády a udržoval styky s ostatními mocnými magnáty. Bringas se proto obával, že by si Nikeforos s podporou aristokracie a armády mohl činit nárok na trůn. Josefovy intriky během měsíců následujících po Romanově smrti proti němu nakonec obrátily císařovnu Theofano i Nikefora.
S pomocí císařovny a patriarchy, obdržel Nikeforos vrchní velení nad anatolskou armádou a po svém prohlášení za císaře, 2. července 963, pochodoval vstříc hlavnímu městu, kde zatím jeho přívrženci přemohli jeho soka, Bringase. Díky své popularitě v armádě byl Nikeforos II. Fokas v srpnu 963 za přítomnosti Romanových mladých synů korunován císařem a navzdory odporu patriarchy se oženil s jejich matkou, regentkou Theofano.

### Nikeforovy války

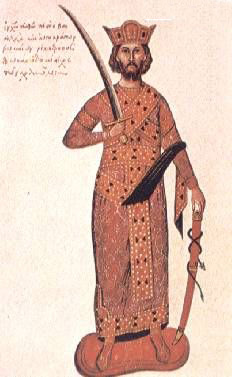
Císař Nikeforos II. Fokas

Během své vlády Nikeforos pokračoval velmi často v osobním vedení četných válek. V roce 965 vstoupil Nikeforos do Tarsu, rodiště apoštola Pavla, který byl odrazovým můstkem pro každoroční arabské nájezdy do Anatolie. V průběhu let 964–966 bylo završeno dobytí celé Kilíkie. Byzantská vojska napadla také Mezopotámii a Sýrii, zatímco patrikios Niketas s ohromnou vojenskou silou obnovil byzantskou vládu nad ostrovem Kypr. Do roku 968 se Nikeforos zmocnil většiny syrských pevností. Samotné Aleppo se stalo vazalem a protektorátem říše. V roce 969 padlo do rukou křesťanů po více než 300 letech arabské nadvlády sídlo východního patriarchy – Antiochie.
Války na východě se změnily v nepřetržitou sérii úspěchů, avšak na západě Nikeforos tak skvělých výsledků nedosáhl. Nikeforos zde podobně jako ve vnitřní politice doplatil na svou ignoranci diplomacie. Na severní hranici zahájil v roce 967 válku proti Bulharům, kterým Byzantinci podle dřívějších dohod museli platit tribut. Nikeforos jej odmítl nadále poskytovat a podnítil knížete kyjevské Rusi, Svjatoslava I., k napadení Bulharska. Svjatoslav byl však tak úspěšný, že se Nikeforos rozhodl obnovit mír s Bulhary a společně s nimi zasáhl proti svému někdejšímu ruskému spojenci.
V letech 964-965 vyslal flotilu pod velením generála Nikety k znovudobytí Sicílie. Avšak tato expedice byla poražena na zemi i na moři a Byzantinci museli ostrov úplně vyklidit. V roce 967 uzavřel s Fátimovci mír v Kairouanu a mohl se tak plně věnovat konfliktu s Otou I., který se prohlásil za císaře západu a napadl byzantské pozice v Itálii. Po několika počátečních vítězstvích byli Nikeforovi generálové poraženi a zatlačeni zpět k byzantským pevnostem na jihu Apeninského poloostrova.
Napětí mezi západem a východem, které bylo výsledkem Nikeforovy politiky, je dobře patrné z velmi nelichotivého popisu císaře a jeho dvora v díle Relatio de legatione Constantinopolitana biskupa Liutpranda z Cremony.

### Vnitřní politika
Vzhledem ke svým ohromným výdajům na údržbu armády, musel Nikeforos v ostatních oblastech značně šetřit. Omezil štědrost dvora a rovněž výdaje na klérus a třebaže sám byl asketické povahy, zakázal zakládání nových klášterů. Kvůli vzrůstající daňové zátěži a znehodnocování mince úplně pozbyl svou někdejší popularitu a vytvořil tak předpoklady k pozdější revoltě. Když ho nakonec opustila i jeho žena, která se záhy připojila ke spiknutí proti císaři vedeném Janem Tzimiskem, byl Nikeforův osud zpečetěn. V noci z 10. na 11. prosince 969 byl císař zavražděn ve své ložnici.

## Nikeforova osobnost
| „                              | ..Je to lidská zrůda, zakrslík s obrovskou tučnou hlavou a drobnýma krtčíma očičkama... jeho neexistující krk, který čítá sotva palec, je další panovníkovou hanbou... Má dlouhé vlasy a nosí tuniku s dlouhými rukávci a na hlavě čapku. Je prolhaný, lstivý, nemilosrdný, prohnaný, nadutý, falešně skromný, lakotný a hrabivý. Cpe se česnekem, cibulí a pórem a vše to zapíjí vodou z lázně... | “ |
| — Liutprand z Cremony o císaři | |   |

Nikeforos byl prý škaredý, přísný a hluboce nábožensky založený muž. V boji se projevoval jako rozený vojevůdce: byl chladný a neohrožený, vojáci ho uctívali a slepě následovali. Dokonce je považován za možná nejlepšího vojevůdce v celých dějinách říše. Svému příteli, mnichovi Athanasiovi, pomohl založit klášter Velká Lavra na hoře Athos.
Nikeforos se ukázal také jako zdatný autor pojednáních o vojenské taktice. Jeho nejslavnějším dílem je Praecepta Militaria, které obsahuje cenné informace o soudobém válečnictví a dále méně známé De velitatione, které pojednává o gerilové taktice boje při obraně proti nepřátelské invazní armádě.